# About a Girl (canção de Sugababes)
About a Girl é uma canção do girl group britânico Sugababes, para o sétimo e último álbum de estúdio do grupo Sweet 7 (2010). RedOne produziu a música e escreveu em colaboração com Makeba Riddick. É um europop e house music uptempo, com influencias dance. A música foi lançada em 8 de novembro de 2009 no Reino Unido e na Irlanda, como o segundo single do álbum. "About a Girl" é o primeiro single a conter os vocais da nova integrante da banda Jade Ewen, após a saída da integrante fundadora Keisha Buchanan em setembro de 2009.
A resposta crítica à música foi mista. Alguns críticos o elogiaram como uma faixa de destaque do Sweet 7, embora outros o criticassem como não original e genérico. A música alcançou o número oito no UK Singles Chart, número quatro no Scottish Singles Chart, e dentro dos vinte primeiros no Irish Singles Chart. Ele também entrou na Polônia e na Eslováquia. O videoclipe da música foi filmado em setembro de 2009, em meio à inúmeras controvérsias que cercavam o grupo. Foi dirigido por Martin Weisz e filmado em Vasquez Rocks, perto de Los Angeles. O clipe tem um tema inspirado no filme Kill Bill e apresenta dublês lutando contra empresários em uma caravana. As Sugababes cantaram a música na GMTV, Children in Need e no UK Asian Music Awards.

## Desenvolvimento e composição

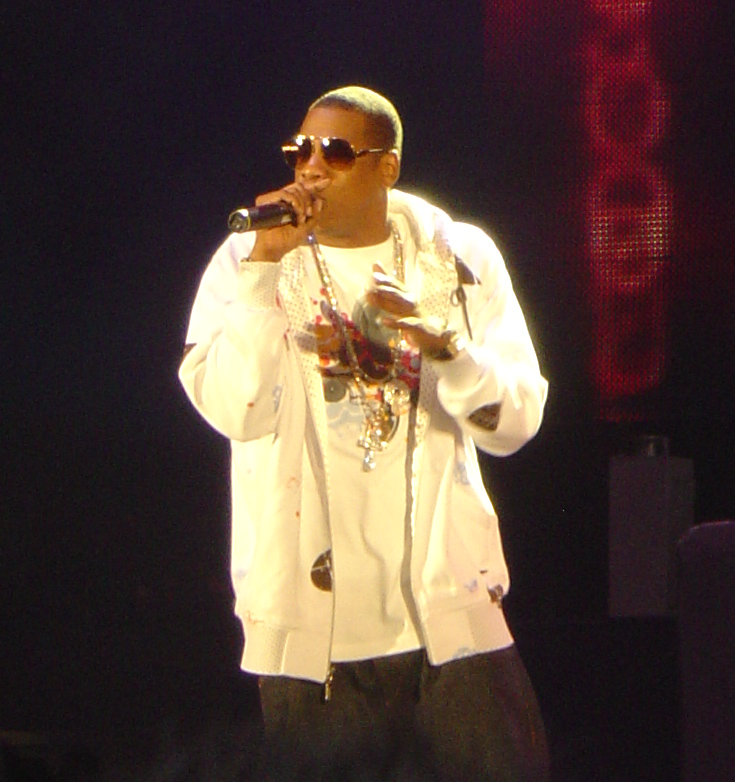
As Sugababes assinou um contrato com a gravadora do Jay-Z (foto) a Roc Nation, resultando na colaboração com a RedOne.

As Sugababes viajaram para os Estados Unidos para trabalhar em seu sétimo álbum de estúdio, Sweet 7. Elas assinaram um contrato com a gravadora de Jay-Z, Roc Nation, resultando em colaborações com produtores de alto perfil. No final de abril de 2009, as Sugababes revelaram que estavam trabalhando com Nadir Khayat, conhecido por seu nome artístico RedOne, em duas músicas. "About a Girl" foi escrito e produzido pela RedOne, que escreveu a música em colaboração com Makeba Riddick. A música foi gravada nos Henson Studios em Los Angeles, Califórnia. Foi mixado por Robert Orton.
"About a Girl" é um europop e house music uptempo. Alex Denney, do NME, a descreveu como uma "fatia do futuro". A música contém sintetizadores de casas noturnas, com uma sensação de inspiração de dance dos anos 90. Nick Levine da Digital Spy, observou que é uma partida dos sons anteriores do grupo. O conteúdo lírico faz referências a sapatos e torta de maçã, o último dos quais é cantado pela integrante do grupo Amelle Berrabah durante a ponte em um estilo "cascalho". De acordo com Fraser McAlphine da BBC, "About a Girl" rivaliza com "Get Sexy" em termos de níveis de projeção global.

## Lançamento
Em agosto de 2009, "About a Girl" foi confirmado como segundo single do Sweet 7. A primeira versão da música, com os vocais de Buchanan, estreou na BBC Radio 1 em 6 de setembro de 2009. Durante o único intervalo de lançamento entre "Get Sexy" e "About a Girl", Buchanan deixou o grupo em meio a inúmeras polêmicas. Como resultado da mudança na formação, "About a Girl" foi re-gravado para apresentar os vocais da nova membro, Jade Ewen, em substituição dos vocais da ex-integrante. A nova versão da música foi lançada como um download digital em 8 de novembro de 2009 e um CD single no dia seguinte.

## Recepção
| Críticas profissionais | Críticas profissionais |
| Avaliações da crítica  | Avaliações da crítica  |
| Fonte                  | Avaliação              |
| ---------------------- | ---------------------- |
| Digital Spy            | [ 14 ]                 |

"About a Girl" recebeu críticas mistas dos críticos. Levine da Digital Spy, descreveu a música como um "canção de boate com um refrão grudento". Ele sugeriu que era o single mais chiclete do grupo desde "About You Now", mas o chamou de personagem, juntamente com as outras faixas do álbum. Fraser McAlpine da BBC considerou a música como uma "melodia favorita dance com um refrão insistente que gruda dentro da sua cabeça" e comparou-a com a música do grupo de anos anteriores. Jon O'Brien, da Allmusic, descreveu "About a Girl" como um "single estranho de Lady Gaga", maravilhosamente descarado, que fica ao lado do melhor catálogo do seu verso", e o chamou de "a graça salvadora"  do álbum. Caroline Sullivan, do The Guardian, admitiu que, embora o Sweet 7 fosse significativamente americanizado, a faixa "escapou por ter alguma originalidade peculiar intacta". O crítico Andy Gill do The Independent, criticou a música como um "lançamento genérico" e considerou-o como "vazio".

## Desempenho comercial
"About a Girl" estreou na edição de 21 de novembro de 2009 do UK Singles Chart no número oito, tornando-se a quarta maior estréia naquela semana. Durou oito semanas no gráfico. A música vendeu 125 mil cópias no Reino Unido, classificando como o décimo terceiro mais vendido do grupo no Reino Unido. A integrante do grupo, Berrabah, comentou sua satisfação com o desempenho da música no Reino Unido, dizendo: "Nós não fizemos nenhuma promoção para o novo single e ele ainda alcançou o número oito. Estamos na lua com isso e nossa gravadora também." O single estreou e atingiu o número quatro no Scottish Singles Chart e foi a segunda estréia mais alta daquela semana. Alcançou o número 14 no Irish Singles Chart. O single atingiu o número 22 no gráfico Dance Top 50. "About a Girl" alcançou o número 69 no Slovakian Singles Chart. O desempenho do single em toda a Europa permitiu que ele traçasse o gráfico European Hot 100 Singles, onde atingiu o número 28.

## Videoclipe

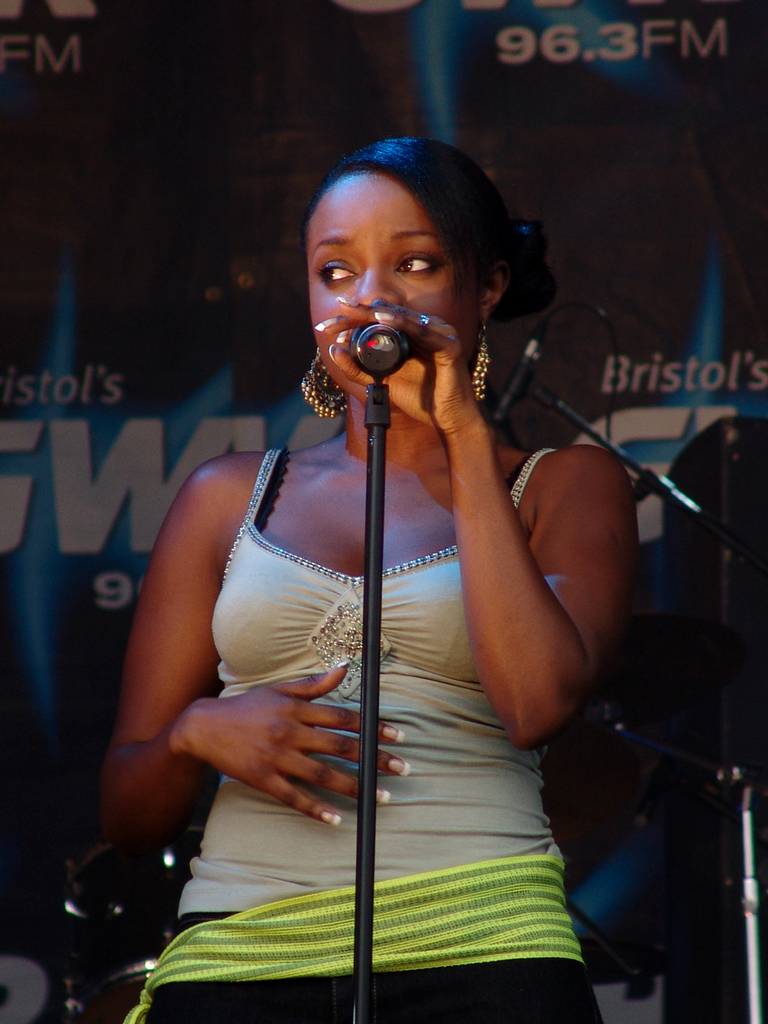
O videoclipe de "About a Girl" é o primeiro a não conter Keisha Buchanan (foto).

O videoclipe de "About a Girl" foi dirigido por Martin Weisz. Inspirado no tema do filme Kill Bill, o vídeo foi filmado em Vasquez Rocks, perto de Los Angeles, Califórnia, em 22 de setembro de 2009, um dia após o anúncio de que Buchanan foi substituída por Ewen. Ewen não conhecia as integrantes restantes dos Sugababes, até dois dias antes da gravação do clipe de "About a Girl". As dublês das integrantes foram usados para retratar as cantoras, porque não tinham certeza se a banda estaria em conjunto no momento do lançamento da música.
O vídeo começa com dois empresários em uma caravana discutindo um trabalho. Depois que a conversa termina, um veículo conduzido pelas dublês chega no deserto. Elas deixam o veículo, enquanto a integrante Heidi Range, canta seu verso enquanto dança ao redor. Todas as três integrantes do grupo começam a dançar durante o refrão, enquanto uma dublê entra na caravana com uma pasta vermelha. Seguindo isso, Berrabah canta seu verso da música enquanto sua dublê, está falando com o empresário. As Sugababes começa a dançar de novo, enquanto a dublê ataca o empresário, que é solto na caravana. Outro empresário começa a atacá-la, embora ele também perca a luta. O dublê de Ewen começa a lutar com outro homem fora da caravana, e ele também é derrotado. Mais tarde, no vídeo, os homens de negócios são vistos amarrados no chão e a dublê joga a maleta, o que acaba por ser um macaco na caixa. No final do vídeo, a dublê voltar a entrar no veículo e sair do deserto.
David Balls of Digital Spy elogiou o vídeo, descrevendo-o como um "caso cheio de ação que é quase tão dramático quanto a própria história do grupo" e elogiou sua "abundância de movimentos de dança lisa e provocação provocada por suas boas formas". Chris Johnson, do Daily Mail, notou as "roupas de couro sexy apertadas" do grupo.

## Performances ao vivo
Após a saída de Buchanan do grupo, a promoção de "About a Girl" foi interrompida quando Berrabah foi internada em uma clínica de saúde privada na Europa alegando "esgotamento nervoso"; Isso levou ao cancelamento de uma aparição agendada na TV alemã. As Sugababes foram programadas para liderar o Scottish Royal Variety Performance, embora isso tenha sido cancelado devido a "uma série de questões legais a serem finalizadas". Após o retorno de Berrabah da clínica, "About a Girl" foi realizado ao vivo pela primeira vez pela nova formação na GMTV. Uma versão acústica da música foi cantada ao vivo em 11 de novembro de 2009 na Rádio 1 de Maida Vale Studios. As Sugababes também performaram a música em 21 de novembro de 2009 no Children in Need, uma obra de caridade britânico anual organizado pela BBC. Em março de 2010, a banda cantou um remix "Desi" da música no UK Asian Music Awards.